# Gadács
Gadács es un pueblo ubicado en el distrito de Kaposvár, en el condado de Somogy, Hungría.

## Superficie
Posee una superficie de 3,860 kilómetros cuadrados.

## Demografía
Hasta 2019 la población era de 94 habitantes, con una densidad de población de 24,35 habitantes por kilómetro cuadrado.